# Monolith Soft
Monolith Soft, Incorporated или MLSI (яп. 株式会社モノリスソフト Kabushiki-Gaisha Monorisu Sofuto) — японский разработчик видеоигр. Компания была основана в 1999 году продюсером Хирохидэ Сигиура, после ухода из Square Co. и принятых инвестиций от Namco. C 6 мая 2007 года Nintendo принадлежит контрольный пакет акций после того, как Namco Bandai продал 80 % из 96 % доли в Monolith Soft к Nintendo
. Сейчас студия является разработчиком первого плана для Nintendo.
Monolith Soft обычно ассоциируется с серией Xenosaga, разработанной для PlayStation 2. Некоторые из сотрудников MLSI — бывшие служащие Square Co., которые перешли в новую компанию после создания Chrono Cross. Ранее все разработчики были вовлечены в разработку игры Xenogears, из которой берут своё начало серии Xenosaga и Xenoblade.

## Разработанные игры

### PlayStation 2
- Xenosaga Episode I: Der Wille zur Macht (2002)
- Xenosaga: Episode I: Reloaded (2003)
- Xenosaga Freaks (2004)
- Xenosaga Episode II: Jenseits von Gut und Böse (2004)
- Namco × Capcom (2005)
- Xenosaga Episode III: Also sprach Zarathustra (2006)

### Nintendo GameCube
- Baten Kaitos: Eternal Wings and the Lost Ocean (2003, совместно с tri-Crescendo)
- Baten Kaitos Origins (2006, совместно с tri-Crescendo)

### Nintendo DS
- Xenosaga I & II (2006, совместно с Tom Create)
- Soma Bringer (2008)
- Super Robot Taisen OG Saga: Endless Frontier (2008)
- Dragon Ball Z: Attack of the Saiyans (2009)
- Super Robot Taisen OG Saga: Endless Frontier EXCEED (2010)

### Wii
- Disaster: Day of Crisis (2008)
- Xenoblade Chronicles (2010)

### Nintendo 3DS
- Project X Zone (2012)
- Project X Zone 2 (2015)

### Nintendo Wii U
- Xenoblade Chronicles X (2015)

### Nintendo Switch
- Xenoblade Chronicles 2 (2017)
- Xenoblade Chronicles 2: Torna ~ The Golden Country (2018)
- Xenoblade Chronicles: Definitive Edition (2020)
- Xenoblade Chronicles: Future Connected (2020)
- Xenoblade Chronicles 3 (2022)
- Xenoblade Chronicles 3: Future Redeemed (2023)
- Xenoblade Chronicles X: Definitive Edition (2025)

## Совместная работа

### PlayStation 2
- Dirge of Cerberus: Final Fantasy VII[3] (2006, совместно со Square Enix)[4]

### Wii
- Super Smash Bros. Brawl  (2008)[5]
- The Legend of Zelda: Skyward Sword (2011; совместно с Nintendo EAD)[4]

### Nintendo 3DS
- The Legend of Zelda: A Link Between Worlds (2013; совместно с Nintendo EAD)[4]
- Animal Crossing: New Leaf (2012/2013; совместно с Nintendo EAD)

### Nintendo Wii U
- Pikmin 3 (2013; совместно с Nintendo EAD)
- Splatoon (2015; совместно с Nintendo EPD)[4]

### Nintendo Switch
- The Legend of Zelda: Breath of the Wild (2017; совместно с Nintendo EPD)[4][6]
- Splatoon 2 (2017; совместно с Nintendo EPD)[4]
- Animal Crossing: New Horizons (2020; совместно с  Nintendo EPD)[4]
- Splatoon 3 (2022; совместно с Nintendo EPD)
- The Legend of Zelda: Tears of the Kingdom (2023; совместно с Nintendo EPD)